# Hugo Zemp
Pour les articles homonymes, voir Zemp.
Hugo Zemp, né le 14 mai 1937 à Bâle en Suisse, est un ethnomusicologue franco-suisse, auteur de cinéma ethnographique.

## Formation
Hugo Zemp a étudié l'anthropologie et la musicologie à l'université de Bâle, dont il fut diplômé en 1961. Il obtient également un diplôme de percussions à l'académie de musique de la ville de Bâle. Il a obtenu un doctorat à l'École pratique des hautes études en 1968.

## Carrière
Hugo Zemp rejoint le CNRS en 1967 dans le laboratoire d’ethnomusicologie du musée de l’Homme. Il a enseigné l'ethnomusicologie à l'université de Paris-Nanterre.
Il a beaucoup enregistré et filmé de musique, en particulier en Suisse, Océanie (par exemple chez les ’Aré’aré des Îles Salomon), Afrique (par exemple chez les Dan en Côte-d'Ivoire), et beaucoup écrit sur ce sujet. Il s'intéressait en particulier au yodel et aux berceuses.
Une des berceuses baeggu qu'il a enregistrées aux Îles Salomon, appelée Rorogwela et chantée par Afunakwa, est devenue célèbre après sa reprise par le groupe Deep Forest sous le nom de Sweet Lullaby. Cette appropriation a déplu à Hugo Zemp.

## Publications
Quelques exemples de publications :

### Livres et articles
- « Musiciens autochtones et griots malinké chez les Dan de Côte-d’Ivoire », Cahiers d’Etudes Africaines, IV-3 (15), 1964, p. 370-382.
- « Fabrication de flûtes de Pan aux Îles Salomon », Objets et Mondes (La Revue du Musée de l’Homme), XII-3, 1972, p. 247-268.
- Aré'aré : un peuple mélanésien et sa musique : avec des textes 'aré'aré et un disque, 1978[3].
- Écoute le bambou qui pleure: Récits de quatre musiciens mélanésiens ('Aré'aré, Îles Salomon), 1995.
- « The/An Ethnomusicologist and the Record Business », Yearbook for Traditional Music, 28, 1996.

### Films
- 1979: Tailler le bambou (35 min)[4]
- 1988 : Voix de tête, voix de poitrine (23 min) voir un extrait en ligne
- 1987: Les noces de Susanna et Josef (27 min)
- 1998:  The Feast day of Tamar and Lashari (70 min)[5]
- 2002 : Une fanfare africaine[6] (73 min)
- 2008: Musique Aré 'aré : un inventaire explicatif des vingt types de musique traditionnelle du peuple Aré'aré de Malaita (2h30)
- 2008: Chants funéraires du Caucase géorgien (21 min)
- 2011: Les maîtres du balafon (80 min)
- 2011: Siaka, musicien africain (78 min)

### Disques
- 1971 : Musique guéré, Côte-d’Ivoire, Collection Musée de l’Homme, Vogue LD 764.
- 1974 : Musique de Guadalcanal, Solomon Islands,  Ocora-IFMC, OCR 74.
- 1979 : Jüüzli. Jodel du Muotatal, Suisse, Collection CNRS-Musée de l’Homme, Le Chant du Monde LDX 74716.
- 1996 : Les voix du monde. Une anthologie des expressions vocales[7].